# Kanton Loudun
Kanton Loudun (fr. Canton de Loudun) je francouzský kanton v departementu Vienne v regionu Poitou-Charentes. Skládá se z 12 obcí.

## Obce kantonu
- Arçay
- Basses
- Beuxes
- Ceaux-en-Loudun
- Chalais
- Loudun
- Maulay
- Messemé
- Mouterre-Silly
- La Roche-Rigault
- Saint-Laon
- Sammarçolles